# Parisette à quatre feuilles
Paris quadrifolia
Pour les articles homonymes, voir Parisette.
Espèce
Classification phylogénétique
Statut de conservation UICN

 LC  : Préoccupation mineure
 Monde, Europe, France 
La Parisette à quatre feuilles (Paris quadrifolia) est une espèce de plante à fleurs de la famille des liliacées (selon la classification classique) ou des mélanthiacées (selon la classification APG). C'est une plante herbacée vivace. Ses populations, associés aux bois tempérés sont en grande partie clonales.
Elle est parfois appelée Étrangle-loup, Herbe à Pâris ou Raisin-de-renard.

## Étymologie
Le nom viendrait du prince troyen Pâris qui aurait connu les vertus de cette plante.

## Description

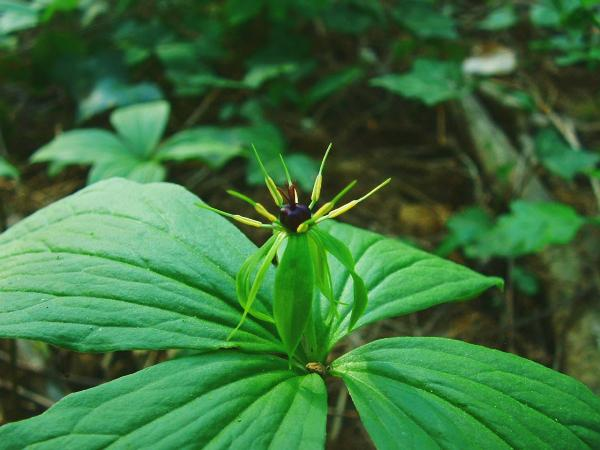
Parisette à quatre feuilles.

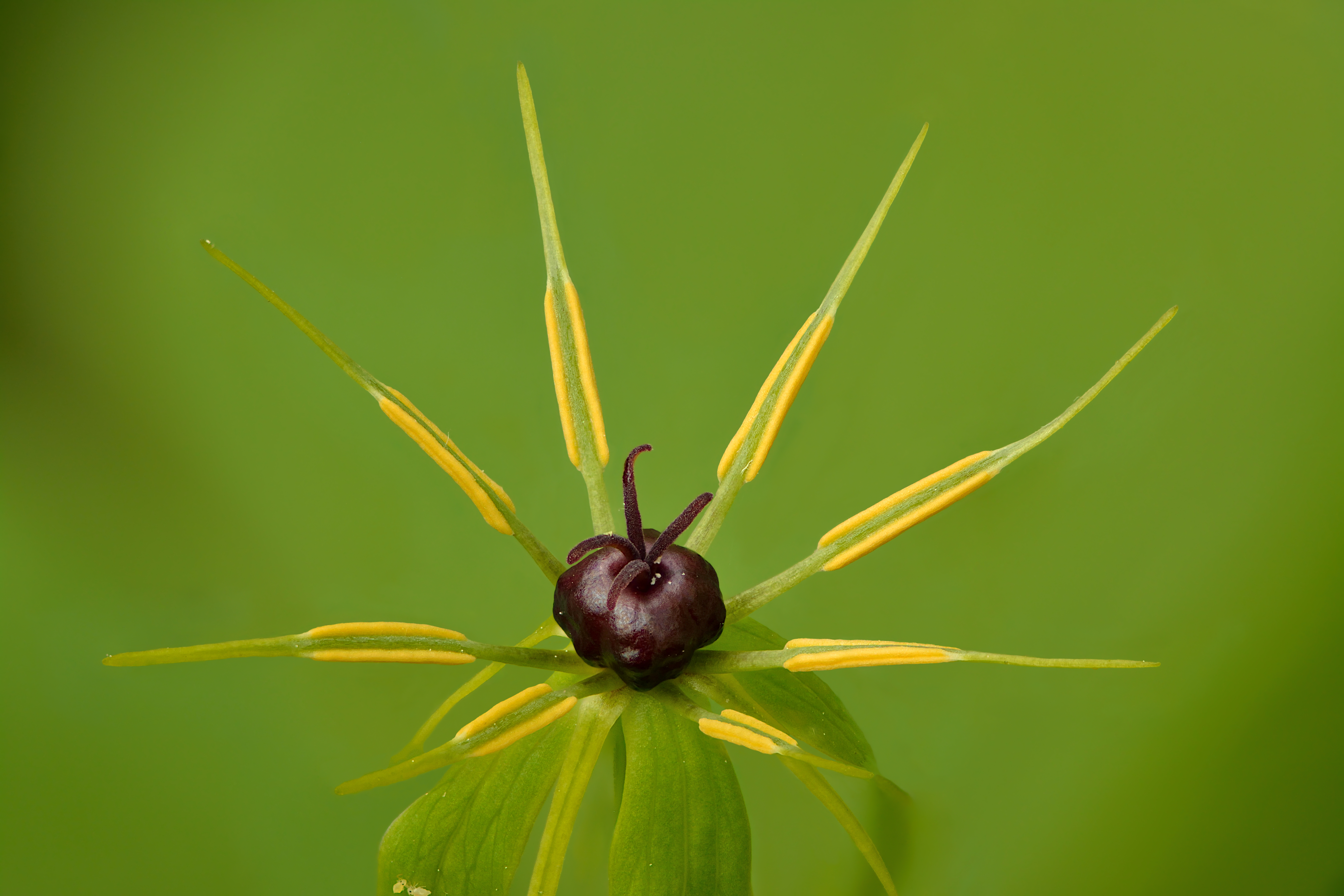
Détail d'une fleur.

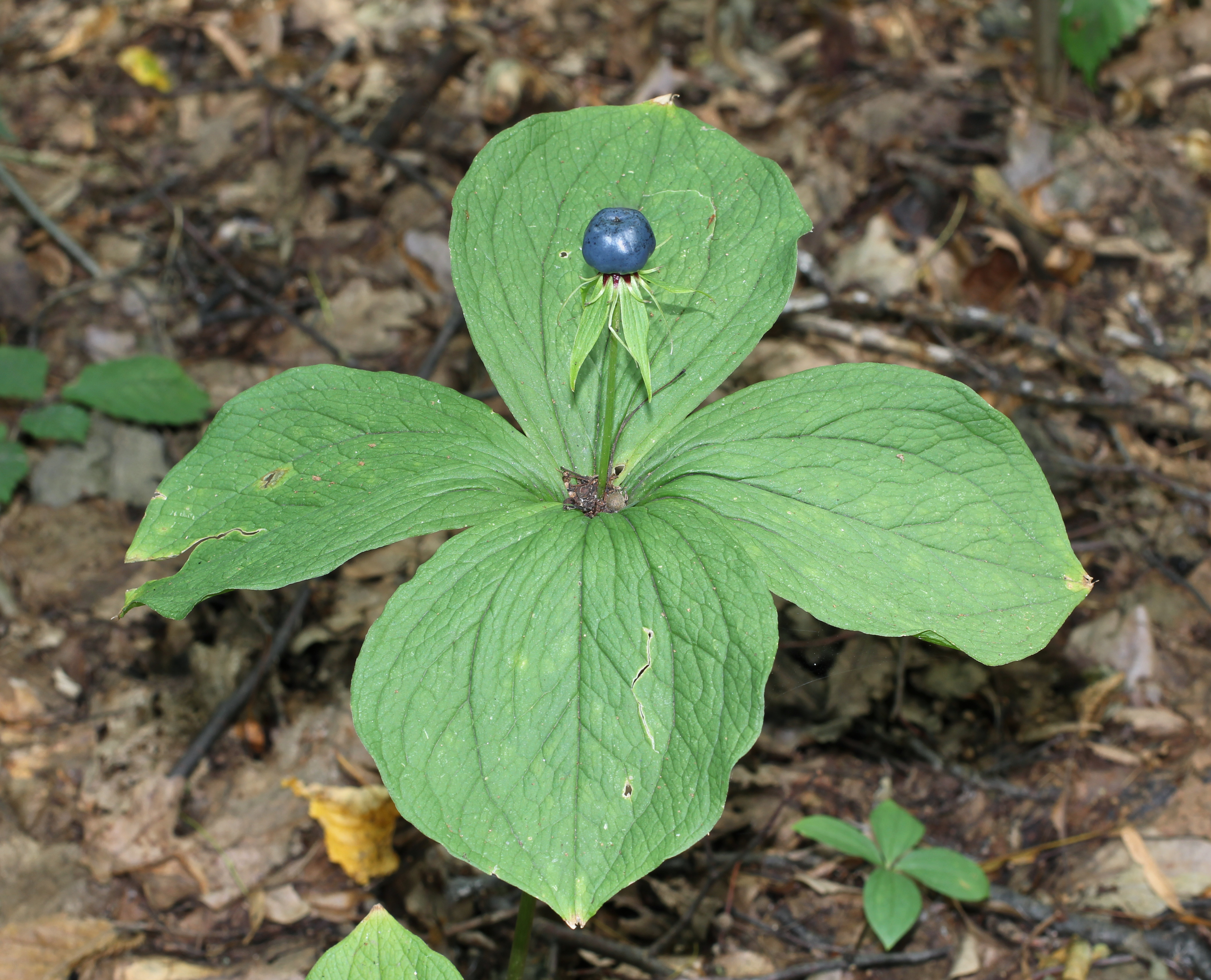
Parisette à quatre feuilles avec fruit.

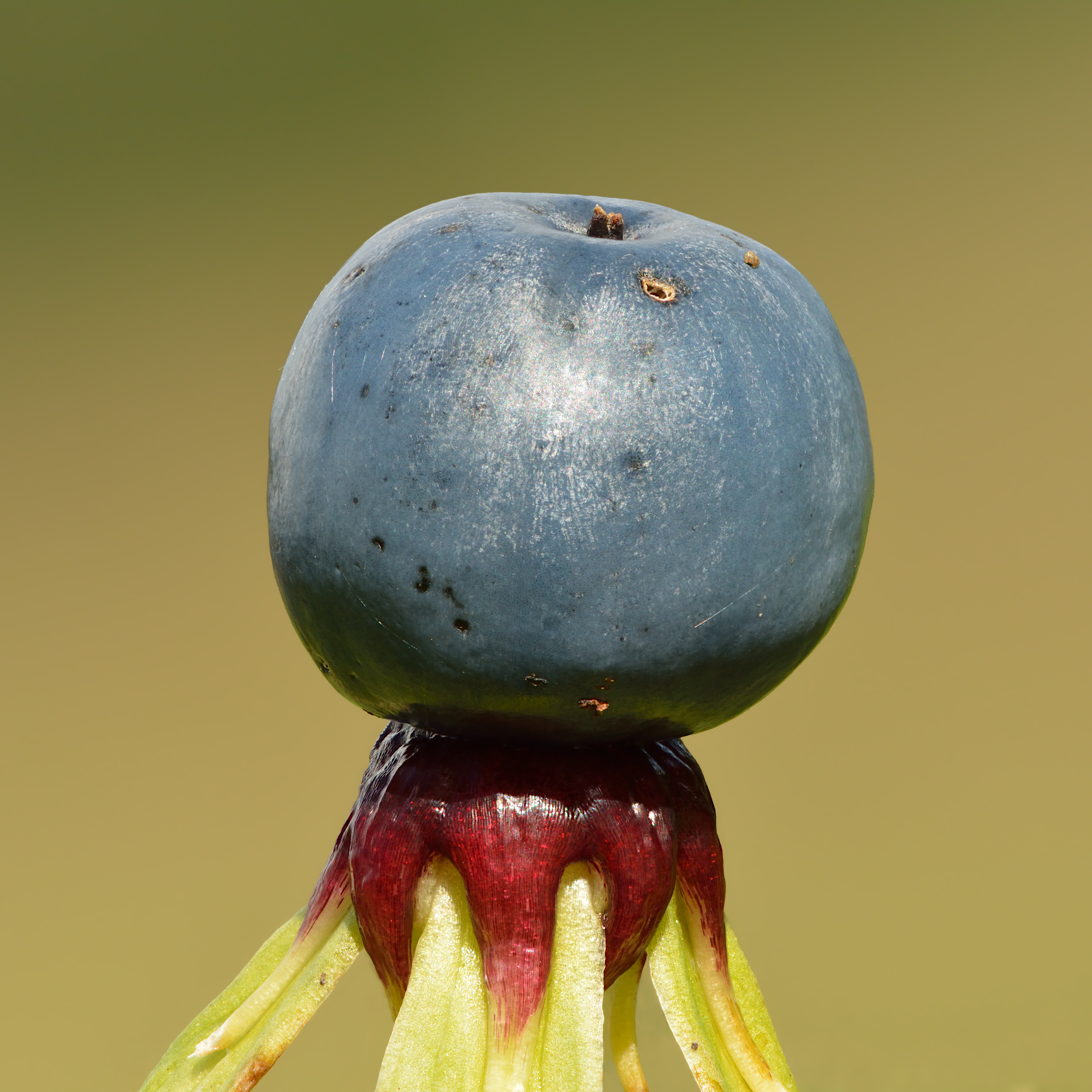
Fruit.

Cette plante herbacée vivace de 20 à 40 cm de hauteur est caractérisée par un verticille de 4 (parfois 5 ou 6) feuilles et une fleur solitaire.
Le limbe est parcouru de 3 à 5 nervures à tracé pseudo-parallèle se rejoignant au sommet, mais, fait exceptionnel pour une monocotylédone, réunies par un réseau de nervures secondaires.
La fleur est verdâtre avec des sépales lancéolés, des pétales filiformes, des étamines étalées et un ovaire brun-noir globuleux.

Une fleur unique vert-jaunâtre se dresse sur le verticille qui deviendra un fruit unique.
Le fruit est une capsule à l'aspect de baie, noire à maturité, contenant des graines charnues rouge vif.
Les fruits sont toxiques.
On observe parfois des individus « déréglés » aux formes variées (nombre de feuilles, d'étamines, pétales…).

## Biologie des populations
Ses populations montrent de fortes différences locales dans leur taille et densité en pousses, le long d'un gradient environnemental des sols, d'humidité, de type de boisement (monospécifique ou non, etc) et de conditions de lumière.

Leur structuration par l'environnement édaphique semble pouvoir être médiée par des différences de croissance clonale et de recrutement par semis issus de la reproduction sexuée.

## Floraison
Avril à juin

## Habitat
Plante forestière de mi-ombre, des sous-bois frais sur sols calcaires jusqu'à 2 200 m d'altitude.
La Parisette supporte le manque de lumière car les racines sont associées à un champignon-symbiote qui leur fournit des éléments nutritifs.

## Aire de répartition
C'est une espèce relativement commune en Europe (dans les habitats qui lui conviennent) sauf en Irlande et dans les parties les plus septentrionales du continent. En Grande-Bretagne elle est rare et on la trouve seulement dans l'est de l'île.

## État, pressions, menaces sur l'espèce, et réponses
Ses capacités de dispersion sont limitées, car elle se reproduit principalement par rhizomes dont la croissance annuelle est de quelques centimètres par an.
La vitesse de dispersion des graines est estimée de 20 à 30 cm par an, et elles ne sont pas persistantes.
L'espèce semble pour ces raisons en régression ou a disparu d'une partie de son aire naturelle de répartition, peut-être à cause de la sylviculture moderne (coupes rases, drainages, sous-solage et labours avant plantations sylvicoles, désherbage, augmentation du nombre de layons, pistes et routes forestières. Paris quadrifolia est par exemple devenue plus rare dans le nord de la France alors que son habitat naturel y est abondant [réf. nécessaire].
Adaptée aux sous-bois plutôt sombres et humides, elle ne supporte pas la mise en lumière brutale qu'imposent les coupes d'éclaircies trop importantes et plus encore les grandes coupes rases. Une gestion sylvicole plus douce, de type Prosilva, « par bouquet » ou « pied à pied » lui serait plus favorable [réf. nécessaire].
La présence naturelle de populations de Paris quadrifolia est donc un indicateur de forêts anciennes et peu anthropisées. Dans les sous-bois calcaires lui convenant (station forestière), elle pourrait être un des indicateurs de gestion durable des forêts.

### Statuts de protection
L'espèce n'est pas considérée comme étant menacée. En 2021 elle est classée Espèce de préoccupation mineure (LC) par l'UICN.
Toutefois localement l'espèce peut se raréfier : elle est considérée Vulnérable (VU) en Poitou-Charentes ; en Danger (EN) en Bretagne.
Elle est protégée dans plusieurs régions de France : Poitou-Charentes, Limousin, Pays-de-la-Loire, Centre.

## Génétique des populations

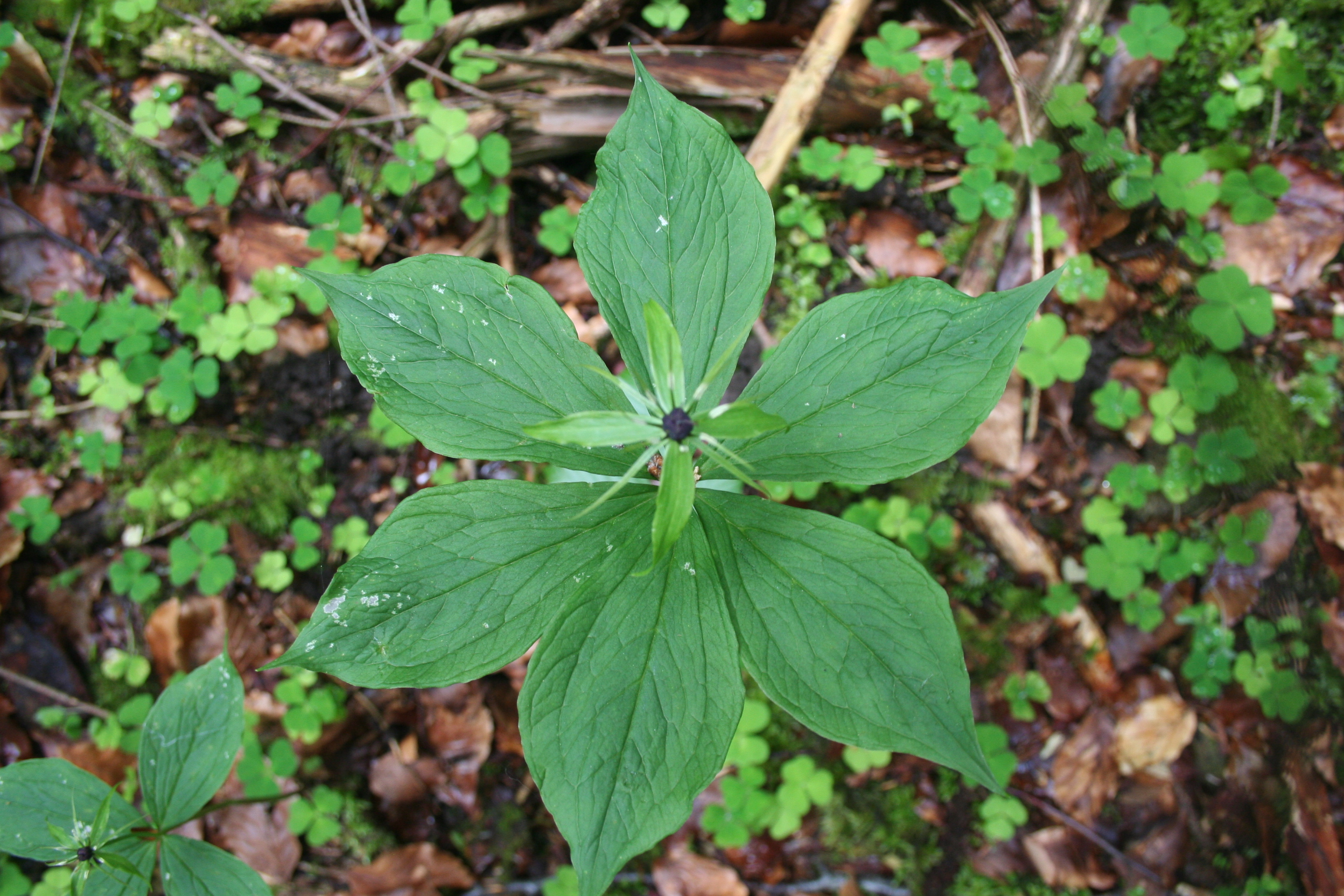
Exemplaire avec six feuilles.

Elle intéresse les spécialistes, pour les aspects reproduction sexuée, diversité clonale et différenciation et diversité génétique, pour notamment mieux comprendre les capacités d'adaptation de cette espèce à la fragmentation croissante de ses habitats, ou leurs capacités de résistance à certaines espèces invasives.

## Étude toxicologique
Deux principes toxiques contenus dans le fruit sont connus. Ce sont la paridine et la parastyphnine.

Ces substances ont chez l'Homme une action d'irritation des muqueuses.

Deux à trois baies suffisent à provoquer des accidents ; elles étaient jadis mêlées à des appâts empoisonnés destinés à tuer les renards.

## Dans la culture populaire
Selon la légende, la Parisette est une créature s’apparentant aux nymphes, mignon à croquer et rempli de grâce et de joie de vivre.
À cause de sa jalousie pour le succès de la Parisette « auprès des charmants princes et beaux bergers », la nymphe d’Ortie réduisit sa taille « de son mètre soixante-six à vingt-six centimètres ». Flore, qui jadis « régnait sur le monde végétal », « préserva sa beauté ». Cette transformation rendit la Parisette nostalgique du temps où elle enjôlait les hommes. Depuis ce temps, sa principale activité est de délivrer les promeneurs ensorcelés par les envoûtements de la Tourmentine, fille de la nymphe Ortie.
Elle ne vit qu’une saison. Par contre, à l’instar des plantes vivaces, « de sa dépouille gelée par l’hiver sort une nouvelle Parisette ».
Porter de la parisette à trois feuilles (Paris trifolia) attirerait « la bonne fortune dans toutes les affaires d’argent ».